# Aserrí Fútbol Club
La Asociación Deportiva Aserrí Fútbol Club es un club de fútbol del cantón de Aserrí que milita en la Segunda División de Costa Rica. El equipo fue fundado en 1940. En 2018 alquiló su franquicia durante un periodo de tres años, dando paso a la escuadra de C.S. 11 de Abril. Para el Apertura 2020, vuelve a adquirir la franquicia que estaba en poder del AD Rosario del cantón de Naranjo.

## Historia
Todo inició allá por 1940, cuando un gran político a nivel nacional llamado Ernesto Maten Carranza creó un equipo de fútbol con el nombre de Ernesto Maten Carranza; el cual en su camiseta llevaba las iniciales (E.M.C): La idea era participar en torneos locales y vecinales, estos últimos realizándose en el cantón de Desamparados, específicamente al frente de la iglesia de lo que hoy en día es el parque de Desamparados.
El (E.M.C) contó, entre otros jugadores, con la participación de Elías Jiménez, Jorge Gómez, Miguel Ramos, Francisco Chinchilla, Luis Fallas, Efraín Rojas quien era el capitán general, Guillermo Abarca, Juan Rafael Solano conocido como Yico, Chico Calvo y Olman Vargas entre otros. Cabe destacar que unos de los jugadores más relevantes y con una técnica exquisita era Yico", quien acostumbraba a jugar sin zapatos, como quien dice a pata pelada.
A partir de 1943 Don Ernesto perdió el interés que tenía en el equipo, por lo que decidió dejar de financiarlo y esta situación produjo la desaparición del mismo. Algunos meses más tarde, circuló una noticia por parte de dirigentes de fútbol a nivel nacional donde se informaba que el cantón de Aserrí estaba invitado a participar en el primer campeonato cantonal, el cual tendría como sede el estadio Nacional. Ante el interés creado por dicha noticia, un grupo de entusiastas personas se reunieron en la municipalidad de Aserrí para conformar una directiva y así crear al equipo que representaría al cantón para dicho torneo. El nombre escogido para el representativo aserriceño fue el de (C.A.C.A.) (Club Atlético Central Aserriceño) y su uniforme sería verde y blanco, con su camisa a rayas. La base de este conjunto aserriceño fue el recién desaparecido EMC.
El (C.A.C.A.) participó en dicho campeonato y como recompensa recibieron unos dividendos que en total sumaban ¢150 colones, pero al parecer los directivos no quedaron conformes y no siguieron con en el equipo; provocando la desaparición del (C.A.C.A.). Sin embargo los jugadores no se quedaron de brazos cruzados y pronto se comenzó a comentar en las pulperías (qué por cierto eran centros de reuniones en esos tiempos), que el equipo no se podía quedar así; algo tenía que hacerse. Fue entonces cuando el señor Efraín Rojas tomó la voz de mando y dijo: amigos reunámonos en la casa cural para ver que se puede hacer.
Dicha reunión se realizó en 1945, contando está con la presencia de los señores: Elías Jiménez, Juan Rafael Solano "Yico", Francisco Chico Calvo, Marcelino Cascante "Mamino", Carlos Castro y Rafael Porras Chinchilla. Es así como a partir de ese día surge el Aserrí F.C. La primera junta directiva quedó conformada de la siguiente manera: Capitán general el señor Efraín Rojas, Secretario Rafael Porras Chinchilla y Tesorero Carlos Castro. Sin embargo, aún había un pequeño problema: no se contaba con uniforme, así como balones y mucho menos dinero. Fue entonces donde se acordaron de los ¢150 colones que habían obtenido como ganancia por la participación en el campeonato cantonal, que en ese momento estaban a manos de los directivos del (C.A.C.A). Se hicieron todos los papeleos respectivos para obtener dicho dinero y al final de cuentas, la recompensa fue buena, los ¢150 colones estaban en manos del Aserrí F.C.
La inversión de ese dinero no pudo ser mejor: cotizaron un uniforme en la sastrería Paco Navarrete que quedaba en la Avenida Segunda, los colores de las camisas eran rojas con una franja blanca de forma diagonal. En total se compraron 12 camisas de campo y 1 de portero; el costo final de la inversión fue de ¢120 colones los ¢30 colones restantes los invirtieron en dos bolas de fútbol, cada una con un valor de ¢15 colones, las cuales fueron compradas en una de las tiendas deportivas con más historia en el deporte nacional: El Centro de Sport.
El primer partido se lo dedicaron a la Escuela Manuel Hidalgo Mora y su resultado final fue de 4 a 2. Pasaron los años y en 1962 se creó oficialmente el campeonato nacional de cantones, la cual se llamó "Liga Nacional". Las participaciones del Aserrí F.C y dentro de dicho torneo fueron buenas pero nunca se logró el ascenso a la
Segunda División del fútbol nacional. En 1965 se dice que fue el mejor equipo de todos los tiempos, con jugadores como: Víctor Mora, Pompilio Marín, Manuel Alvarado "Chele", el gran defensa Gilberto Castro Castro "Pelota", Miguel Garbanzo, Marcelino Cascante "Mamino" quien era el entrenador, Adolfo Calderón, Francisco Fallas, Gilberto Retana, Edilberto López, Roger López, Fabio Piedra, Roger Leiva, Emilio Marín, Rodrigo "Saprissa", Adrián Obando y Roberto Marín.
Algo importante que hay que destacar es que en esa época se vivía mucho el fútbol, los jugadores sudaban la camiseta como dicen popularmente y la rivalidad entre equipos y barras locales siempre existían.
Como anécdota se puede decir que una de las barras más peligrosas era la del Florence, un equipo de Poás de Aserrí de muy buena calidad, pero del cual se dice que sí el equipo visitante salía con la victoria, había pleito seguro, incluso se dice que los jugadores tenían que ir a cambiarse de vestimenta al Llano, lo que es hoy en día las Tres Marías.
En la historia reciente se recordó a "Pelota" como fue conocido el defensa y portero emergente Gilberto Castro Castro. A una semana de su muerte (26 de abril de 2009) el equipo de ese momento le realizó un homenaje póstumo en la cancha de Aserrí. Esa tarde, en lugar de un minuto de silencio los jugadores de ambos equipos, cuerpo técnico, familiares y público presente realizaron un minuto de aplausos en memora de "Pelota".
En el 2000 Aserri logra el ascenso a la Primera Liga Aficionada de ANAFA junto a Puerto Viejo, La Garita de Santa Cruz, Cabuya de Nicoya, Nances de Puntarenas, Esparza, El Bosque de Guacimo, Atlético J.R de Rio Azul y Ajax de Pavas. Y se quedan rezagados la Universidad Latina de Heredia y Ventanas de Pacífico en Golfito.
Para la temporada 2006- 2007 logran el cetro nacional de Primera División de ANAFA y asciende la LIASCE.
En el 2018 la Liga Deportiva Alajuelense de la Primera División, firma un convenio con Aserrí F. C. para tomar su franquicia durante un periodo de tre años y militar en la Segunda División con las ligas menores de dicho equipo bajo el nombre de C.S. 11 de Abril a partir del Torneo de Apertura 2018. La dirección técnica del 11 de Abril estará a cargo de Cristian Oviedo, luego de obtener el título del torneo anterior con el Alto Rendimiento.

### Torneo de Copa 2025
El equipo aserriseño debutó en el Torneo de Copa UNAFUT 2025-2026 enfrentando al Guadalupe F.C. en el Estadio Municipal Arabelo Fallas por la fase de dieciseisavos de Final, en una serie a ida y vuelta, en el ida los de casa vencieron a los guadalupanos 4 por 2 y van con ventaja a la vuelta a jugarse en dos semanas.

## Estadio
Este inmueble previamente fue una cancha abierta para el fútbol aficionado. En 2007, y gracias a la inversión del señor Minor Vargas (empresario costarricense) y su Grupo Icono, se logró un acuerdo con la Municipalidad del cantón para convertirlo en un estadio de calidad, a pesar de sus reducidas dimensiones.
El ST Center cuenta con una gramilla sintética, graderías para 2500 personas (aunque puede aumentarse dependiendo del evento) y además, posee iluminación artificial.
Ha sido sede de clubes de Primera y Segunda División de Costa Rica, como Brujas Fútbol Club (equipo hoy desaparecido), Asociación Deportiva Barrio México y el Aserrí Fútbol Club.
En la actualidad, el estadio es administrado por los hijos de Minor Vargas, gracias a los contratos todavía vigentes con la Asociación de Desarrollo de Santa Teresita de Aserrí.

## Palmarés
- Campeón Nacional de Tercera División por ANAFA Región 7 (San José) (1): 2000

- Primera División de ANAFA (1): 2006-2007

- Liga Nacional (Tercera División): 1962